# Rhipidia uniseriata
Rhipidia uniseriata är en tvåvingeart som beskrevs av Ignaz Rudolph Schiner 1864. Rhipidia uniseriata ingår i släktet Rhipidia och familjen småharkrankar. Arten är reproducerande i Sverige.

## Underarter
Arten delas in i följande underarter:
- R. u. uniseriata
- R. u. lutea